# Serra de l'Aragall
La Serra de l'Aragall és una serra situada entre els municipis de Castellví de Rosanes i de Corbera de Llobregat a la comarca del Baix Llobregat, amb una elevació màxima de 562 metres.